# M14 MGMC
M14 MGMC – amerykańskie samobieżne działo przeciwlotnicze zbudowane na podwoziu transportera opancerzonego M5 Half-track. W tylnej części podwozia umieszczono platformę Maxon M33 z dwoma wkm-ami M2. 
M14 MGMC miał konstrukcję zbliżoną do M13 MGMC wykorzystującego podwozie M3 Half-track. Dużą liczbę tych pojazdów dostarczono Wielkiej Brytanii w ramach Lend-Lease.